# Сакасіта Хіроюкі
Хіроюкі Сакасіта (яп. 坂下 博之, нар. 6 травня 1959) — японський футболіст, що грав на позиції захисника.
Виступав, зокрема, за клуб «Фудзіта», а також національну збірну Японії.

## Клубна кар'єра
У дорослому футболі дебютував 1982 року виступами за команду клубу «Фудзіта», в якій провів вісім сезонів, взявши участь у 158 матчах чемпіонату. 
Завершив професійну ігрову кар'єру у клубі «Йоміурі», за команду якого в сезоні 1990/91 років провів три гри.

## Виступи за збірну
1980 року провів свій єдиний офіційний матч у складі національної збірної Японії.

## Статистика виступів

### Статистика клубних виступів
| Сезон   | Команда         | Чемпіонат | Чемпіонат | Чемпіонат |
| Сезон   | Команда         | Ліга      | Ігор      | Голів     |
| ------- | --------------- | --------- | --------- | --------- |
| 1982    | «Фудзіта Когьо» | ЯФЛ       | 13        | 0         |
| 1983    | «Фудзіта Когьо» | ЯФЛ       | 18        | 0         |
| 1984    | «Фудзіта Когьо» | ЯФЛ       | 18        | 0         |
| 1985-86 | «Фудзіта»       | ЯФЛ       | 22        | 0         |
| 1986-87 | «Фудзіта»       | ЯФЛ       | 22        | 0         |
| 1987-88 | «Фудзіта»       | ЯФЛ       | 22        | 2         |
| 1988-89 | «Фудзіта»       | ЯФЛ       | 22        | 3         |
| 1989-90 | «Фудзіта»       | ЯФЛ       | 21        | 0         |
|         | Усього          |           | 158       | 5         |
| 1990-91 | «Йоміурі»       | ЯФЛ       | 3         | 0         |
|         | Усього          |           | 3         | 0         |